# ゴードン・スマイリー
ゴードン・ユージン・スマイリー（Gordon Eugene Smiley、1946年4月20日 - 1982年5月15日）は、アメリカ合衆国・ネブラスカ州オマハ出身のレーシングドライバーで、インディアナポリス・モーター・スピードウェイでの単独クラッシュで死亡した。スマイリーは2000年にネブラスカ・オートレーシング殿堂に選出された。

## SCCAとロードレースの経歴
19歳で初めてレースに参加したスマイリーは優秀なフォーミュラカーレーサーだった。彼はスポーツカークラブ・オブ・アメリカ（SCCA）のフォーミュラ・フォード、フォーミュラ・アトランティック(SCCA フォーミュラB)、カナディアン-アメリカン・チャレンジカップ（Can-Am）、フォーミュラ5000、フォーミュラ・スーパーVeeに参戦し、各シリーズを制して25のコースレコードを記録した。SCCAナショナルチャンピオンシップ・ランオフを4度獲得し、スマイリーは1974年にプロへ転向した。
1979年にはサーティースチームよりイギリスF1選手権(オーロラF1シリーズとも呼ばれた)に参戦した。11レースに参戦し、1979年のシルバーストンでの優勝を含め、8レースで10位以内の結果を残した。

## インディ500の経歴
スマイリーは1980年と1981年の2度インディ500に参戦し、3度目の挑戦となった1982年の予選中に死亡した。
1980年のインディ500で、スマイリーはパトリック・レーシングのバルボリン-フェニックス・コスワースで予選20位を獲得したが、決勝レースはターボブローにより47周目に終了し、25位にランクされた。
1981年のインディ500ではパトリック・レーシングのインターメディクス-ワイルドキャット・マークVIII・コスワースで予選8位を獲得し、一時はトップ争いに加わる活躍を見せたが141周目にクラッシュし22位に終わった。
1982年のインディ500では、予選中にコースレコードが更新された。ケビン・コーガンとリック・メアーズが、両者とも1周と4周連続走行の両方のレコードを更新した。
その1時間後、スマイリーは予選アタックに向かった。ウォームアップラップの2周目、スマイリーの車両はターン3でオーバーステアに見舞われ、軽くスライドした。体勢を立て直すためにスマイリーがステアリングを右に切ると前輪は突然グリップを取り戻し、コースを横切る方向に進み時速約320キロ(200マイル)の速度でノーズからウォールに衝突した。衝突の衝撃によりスマイリーのマーチ・82Cは砕けて原型をとどめないほどバラバラになり、燃料タンクが爆発した。そしてターン3からターン4の間の短い直線上の数百フィートにわたり、横転した車両の破片と露出したスマイリーの体の一部をばら撒いた。スマイリーは激しい衝撃によって全身を強く打ってしまい即死、激しいクラッシュによりスマイリーの身体は原形をとどめておらず、辛うじてレーシングスーツで身元が判明できたくらいの悲惨な物であったという。インディ500では、1973年以来の死亡事故であった。

1979年から2003年までインディカーの医療ディレクターを務めたスティーブ・オルヴェイ医師は、著書"Rapid Response"の中でこの事故についてコメントを残している。

"このインディ500の予選中、テキサス出身の自信過剰な若手ドライバー、ゴードン・スマイリーは、時速200マイルを何としても超える決意でいた。数名のベテランドライバーは彼に対し、インディ500でのドライビングとしては完全に間違っており、手に負えない結果になると警告していた。スマイリーはロードレーサーであり、後輪のトラクションを失ったときクラッシュを避けるためにカウンターステアを使っていたのだ。

彼の車に駆けつける途中、奇妙な灰色の物体がアスファルト上に点々とし、ドライバーの方まで続いていることに気がついた。車に到着すると私はショックを受けた。スマイリーのヘルメットは、彼の頭骨の上部もろとも無くなっていた。彼は防護フェンスに接触し、頭を切り取られていたのだ。コース上にあった奇妙な物体は彼の脳だった。衝突した瞬間、莫大な遠心力によりヘルメットは、文字通り彼の頭から引きちぎられたのだ。医療センターまで彼の体を運ぶ間に一通りの検査を行ったところ、ほぼ全ての骨が砕けていると思われた。彼の側面には大きな傷口があったが、まるで大きな鮫にでも襲われたかのようだった。私はこのような外傷を見たことがなかった。" (Rapid Response, pp 98-99).

## インディ500での成績
| 年   | カーナンバー | 予選順位 | 平均速度 | Rank | 決勝順位 | 周回数 | Led | リタイヤ原因          |
| ---- | ------------ | -------- | -------- | ---- | -------- | ------ | --- | --------------------- |
| 1980 | 70           | 20       | 186.848  | 9    | 25       | 47     | 0   | ターボ                |
| 1981 | 60           | 8        | 192.988  | 13   | 22       | 141    | 15  | ターン4でのクラッシュ |
| 計   | 計           | 計       | 計       | 計   | 計       | 188    | 1   |                       |

| 出走                   | 2 |
| ポールポジション       | 0 |
| フロントロー           | 0 |
| 勝利                   | 0 |
| 5位以内のフィニッシュ  | 0 |
| 10位以内のフィニッシュ | 0 |
| リタイヤ               | 2 |

## 関連サイト
- List of Indianapolis fatalities